# Communauté de communes du Magnoac
La communauté de communes du Magnoac est une ancienne communauté de communes française, située dans le département des Hautes-Pyrénées et la région Occitanie.

## Histoire
Elle fusionne avec la communauté de communes du Pays de Trie pour former la communauté de communes du Pays de Trie et du Magnoac au 1er janvier 2017.

## Composition
Elle est composée des communes suivantes :
| Nom                       | Code Insee | Gentilé      | Superficie (km2) | Population (dernière pop. légale) | Densité (hab./km2) |
| ------------------------- | ---------- | ------------ | ---------------- | --------------------------------- | ------------------ |
| Castelnau-Magnoac (siège) | 65129      | Magnoacais   | 12,56            | 774 (2014)                        | 62                 |
| Aries-Espénan             | 65026      | Ariénanois   | 5,55             | 64 (2014)                         | 12                 |
| Barthe                    | 65068      | Barthois     | 1,35             | 17 (2014)                         | 13                 |
| Bazordan                  | 65074      | Bazordanais  | 9,22             | 116 (2014)                        | 13                 |
| Betbèze                   | 65088      | Betbezois    | 3,45             | 45 (2014)                         | 13                 |
| Betpouy                   | 65090      | Betpouyens   | 4,15             | 78 (2014)                         | 19                 |
| Campuzan                  | 65126      | Campuzanais  | 6,62             | 174 (2014)                        | 26                 |
| Casterets                 | 65134      | Casteretais  | 1,86             | 13 (2014)                         | 7                  |
| Caubous                   | 65136      | Caubousois   | 3,77             | 39 (2014)                         | 10                 |
| Cizos                     | 65148      | Cizosais     | 7,61             | 124 (2014)                        | 16                 |
| Devèze                    | 65155      | Devèziens    | 5,05             | 69 (2014)                         | 14                 |
| Gaussan                   | 65187      | Gaussanais   | 7,72             | 116 (2014)                        | 15                 |
| Guizerix                  | 65213      | Guizerixois  | 7,20             | 125 (2014)                        | 17                 |
| Hachan                    | 65214      | Hachanais    | 1,86             | 39 (2014)                         | 21                 |
| Lalanne                   | 65249      | Lalannais    | 6,56             | 101 (2014)                        | 15                 |
| Laran                     | 65261      | Laranais     | 3,44             | 53 (2014)                         | 15                 |
| Larroque                  | 65263      | Larroquais   | 6,89             | 104 (2014)                        | 15                 |
| Lassales                  | 65266      | Lassalais    | 2,52             | 30 (2014)                         | 12                 |
| Monléon-Magnoac           | 65315      | Monléonnais  | 19,66            | 440 (2014)                        | 22                 |
| Monlong                   | 65316      | Monlonais    | 7,21             | 110 (2014)                        | 15                 |
| Organ                     | 65336      | Organais     | 2,73             | 38 (2014)                         | 14                 |
| Peyret-Saint-André        | 65358      |              | 6,25             | 57 (2014)                         | 9,1                |
| Pouy                      | 65368      | Puyadins     | 1,92             | 40 (2014)                         | 21                 |
| Puntous                   | 65373      | Puntosais    | 8,85             | 191 (2014)                        | 22                 |
| Sariac-Magnoac            | 65404      |              | 10,93            | 151 (2014)                        | 14                 |
| Thermes-Magnoac           | 65442      |              | 10,83            | 220 (2014)                        | 20                 |
| Vieuzos                   | 65468      | Vieuzosois   | 4,93             | 51 (2014)                         | 10                 |
| Villemur                  | 65475      | Villemuriens | 3,71             | 58 (2014)                         | 16                 |

## Démographie
| 2008  | 2012 |
| ----- | ---- |
| 3 671 | -    |

## Liste des Présidents successifs
| Période                                  | Période | Identité        | Étiquette | Qualité |
| ---------------------------------------- | ------- | --------------- | --------- | ------- |
| 2004                                     | 2016    | Bernard Verdier |           |         |
| Les données manquantes sont à compléter. |         |                 |           |         |